# Ley del Retorno

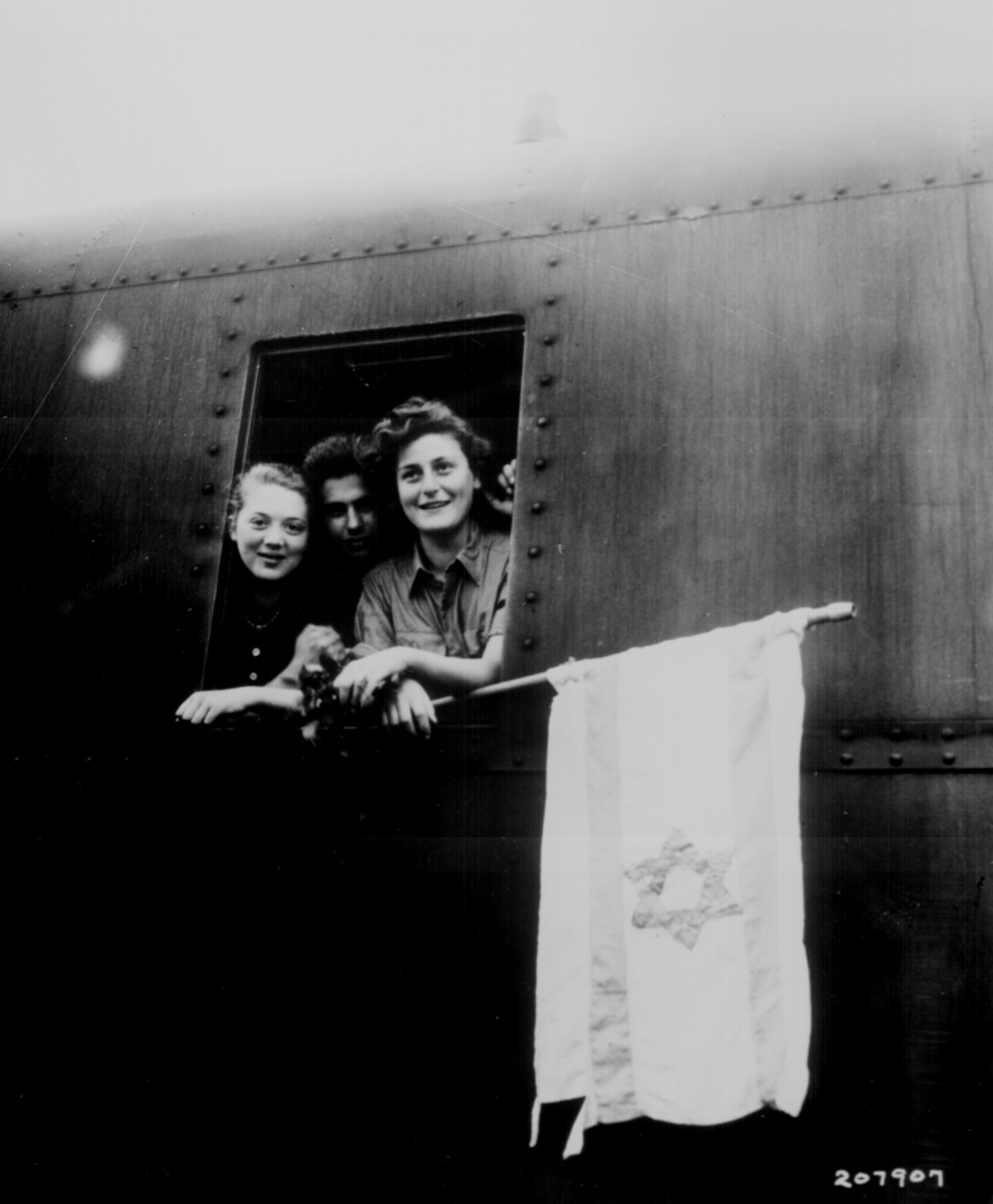
Niños judíos rescatados del campo de concentración de Buchenwald en 1945 siendo llevados al Estado para los judíos en el Mandato Británico de Palestina (actualmente conocido como Estado de Israel).

La Ley del Retorno (en hebreo: חוק השבות‎, "ḥok ha-shvūt") es una de las leyes más importantes de Israel, ya que concede residencia y, junto con otras leyes, ciudadanía a los judíos de cualquier lugar del mundo que deseen emigrar a ese país. A través de esta Ley todas las personas judías o descendientes de judíos hasta tercera generación (hijos, nietos, sus cónyuges e hijos menores de edad de los cónyuges) tienen derecho a inmigrar a Israel y recibir la ciudadanía israelí con sus beneficios, derechos y obligaciones.

## Historia de la Ley del Retorno
Una de las principales aspiraciones del sionismo, movimiento fundador de Israel, era la inmigración de cuantos judíos fuera posible a lo que entonces era el Mandato Británico de Palestina; así, desde el nacimiento del sionismo, numerosos judíos, animados tanto por estas ideas como por la terrible situación que vivían en Europa, se trasladaron a Israel. Cuando, tras aprobar la ONU un plan para la creación de un estado judío y otro árabe en la región, surgió el Estado de Israel, pareció natural que hubiera una ley que continuara la política de favorecer la inmigración judía, aunque los movimientos migratorios importantes de judíos regresando a su hogar ancestral se iniciaron en el siglo XIX.
Cuando acabó la Guerra de Independencia, la Knéset, el parlamento israelí, aprobó el primer texto de la Ley del Retorno (5 de julio de 1950). Este primer borrador concedía trato de oleh (inmigrante en hebreo, forma femenina: olah, plural: olim) a todo judío que deseara establecerse en Israel. La posterior Ley de Ciudadanía (1 de abril de 1952) otorgaba nacionalidad israelí a todos los olim (deriva del verbo laalot, que significa ascender en hebreo).
La Ley del Retorno ha sufrido dos modificaciones en su historia. La primera de ellas en 1954, de carácter técnico y la segunda de ellas en 1970, para extenderla al cónyuge de un oleh y a sus hijos y nietos, junto a sus respectivos cónyuges. Esta segunda extensión de la ley, que permite la obtención de la ciudadanía a cualquier persona que hubiera sido perseguida bajo las Leyes de Núremberg de la Alemania nazi, pretendía facilitar la emigración de las familias cuyos miembros no fueran todos judíos, así como de descendientes de judíos.
Existen leyes similares en muchos países, que favorecen a los descendientes de los nacionales de dicho país (Alemania, España, Italia, casi cualquier país europeo). La ley israelí es  similar a la ley de repatriación griega, según la cual no se requiere un ancestro con ciudadanía o nacido en la "patria" sino que exige evidencia de membresía en alguna comunidad étnica y religiosa de la milenaria diáspora griega.

### Definición de judío
La Ley del Retorno define como judío a aquellas personas nacidas de madre judía y a quienes se hayan convertido al judaísmo. Todo judío que nazca en Israel es considerado al igual que quien hizo Aliá según esta ley.
Desde la modificación de 1970 el texto de la ley recoge explícitamente que esta no es aplicable a personas que se hayan convertido a otra religión. 
Según la ley, esta es aplicable a cualquier judío, lo que incluye a recién conversos. El 31 de marzo de 2005 la Corte Suprema de Israel resolvió, por siete votos contra cuatro, que cualquier conversión realizada en el extranjero debería tenerse en cuenta a efectos de la ley del retorno.
Desde principios de la década de 1990, llegaron a Israel muchos inmigrantes no judíos que pudieron demostrar parentesco con algún abuelo judío aunque fuera abuelo político y aunque estuviera muerto. Esta población tuvo la oportunidad de mejorar su situación económica y a recibir exenciones fiscales, ayudas económicas y subvenciones que fomentaron la compra de viviendas.